# Moshe Kahn

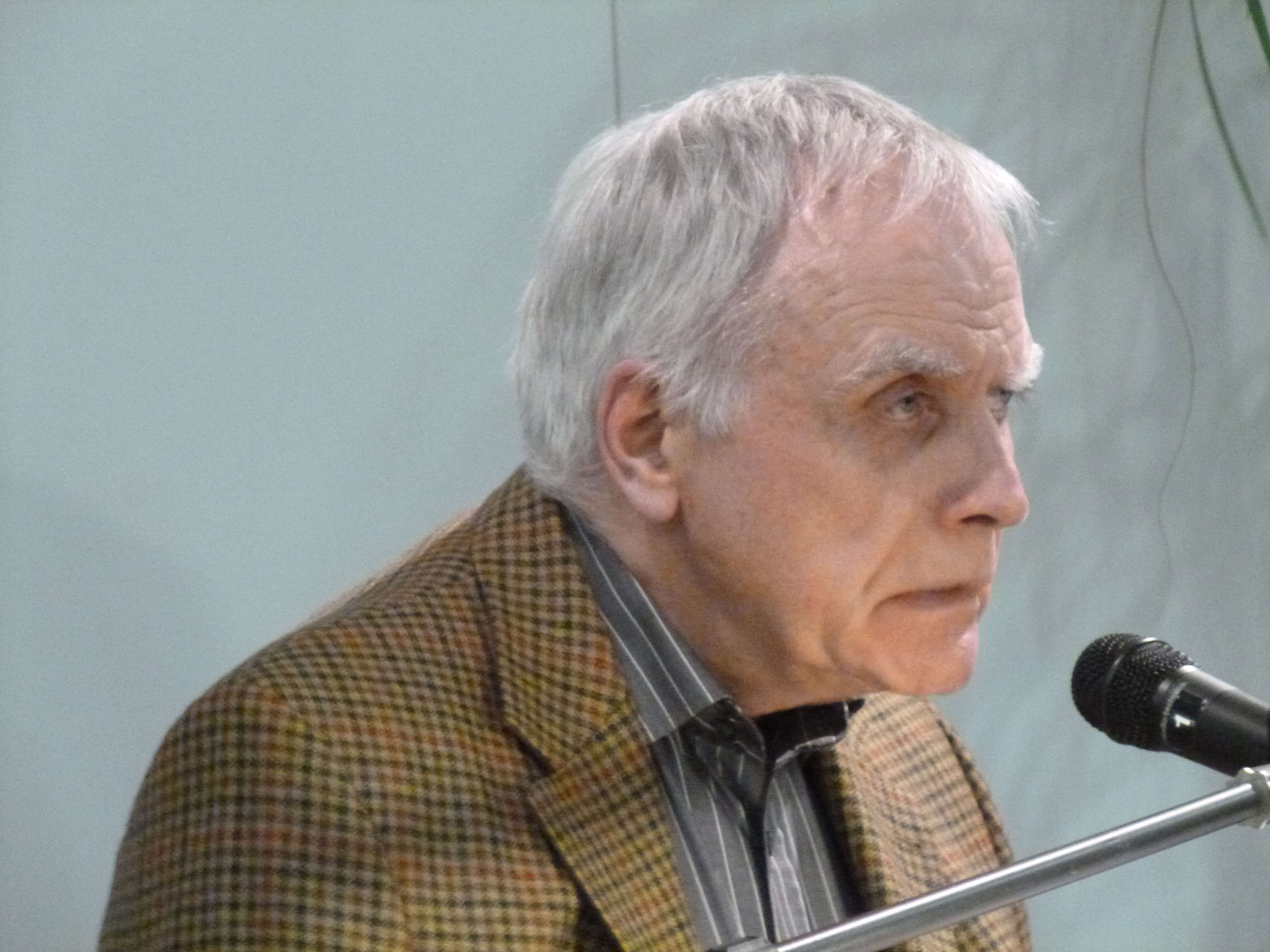
Moshe Kahn (2015)

Moshe Kahn (geboren 1942 in Düsseldorf) ist ein deutscher Übersetzer aus dem Englischen, Französischen und vorwiegend aus dem Italienischen.

## Leben
Moshe Kahns Eltern flohen mit ihm während des Zweiten Weltkriegs vor der deutschen Judenverfolgung in die Schweiz. Kahn sollte gemäß dem Wunsch seiner Eltern Bankier werden, entschied sich dann aber für die Kultur und insbesondere die Literatur. Er studierte dann Altorientalistik, Philosophie und Rabbinische Theologie in Deutschland, Italien und Israel und wurde in Altorientalistik promoviert. Kahn arbeitete zeitweise als Regieassistent an der Deutschen Oper am Rhein in Düsseldorf, im Film bei Luchino Visconti in Italien, als Lektor für Hebräisch und Deutsch in Rom und Catania, sowie auch für Kultursendungen des ZDF (gemeinsam mit Nino Erné). 1973 gründete er eine Dokumentarfilmproduktion mit Victor von Hagen.
1976 veröffentlichte Kahn zusammen mit Marcella Bagnasco die erste Übersetzung von Gedichten Paul Celans ins Italienische. 1987 begann er italienische Literatur ins Deutsche zu übersetzen. 2014 schloss er seine achtjährige Übersetzungsarbeit des Romans „Horcynus Orca“ von Stefano D’Arrigo ab, wofür er 2015 sowohl den Deutsch-Italienischen Übersetzerpreis als auch den Jane Scatcherd-Preis erhielt. Für  sein Lebenswerk wurde Kahn 2015 außerdem der Paul-Celan-Preis verliehen. 2022/23 war er Stipendiat der Villa Massimo in Rom.
Kahn lebt im Elsass, in Marokko und zuletzt in Berlin.

## Übersetzte Autoren
Stefano Benni, Roberto Calasso, Andrea Camilleri, Paul Celan, Giorgio Celli, Carlo M. Cipolla, Stefano D’Arrigo, Oriana Fallaci, Beppe Fenoglio, David Foenkinos, Mario Fortunato, Andrea Giovene, Primo Levi, Luigi Malerba, Dacia Maraini, Martin Page, Pier Paolo Pasolini, Roberto Pazzi, Federigo Tozzi, Danilo Zolo